# Otto Hoter
Otto Hoter (1953) is een Duits triatleet en duatleet. 
In 1986 werd hij derde op de triatlon van Almere in een tijd van 9:26.53. In 1999 was de snelste bij de Ironman Hawaï in zijn leeftijdsklasse.

## Belangrijkste prestaties

### triatlon
- 1986:  triatlon van Almere - 9:26.53
- 1988: Ironman Europe in Roth - 8:47.20
- 1989: 28e triatlon van Almere - 9:30:18
- 1999: 35e Ironman Austria - 9:05.25
- 1999:  M45-49 Ironman Hawaï - 9:16.08
- 2000: 5e M45-49 Ironman Hawaï - 10:02.47
- 2001: 5e M45-49 Ironman Hawaï - 10:36.40 (283e overall)
- 2001: 79e Ironman Europa - 9:35.36
- 2003: 51e overall Ironman Germany - 9:28.49
- 2003: 387e overall Ironman Hawaï - 10:17.50
- 2005: Ironman Germany - 10:35.27

### duatlon
- 1999: 7e Pulheim duatlon